# Rederijker

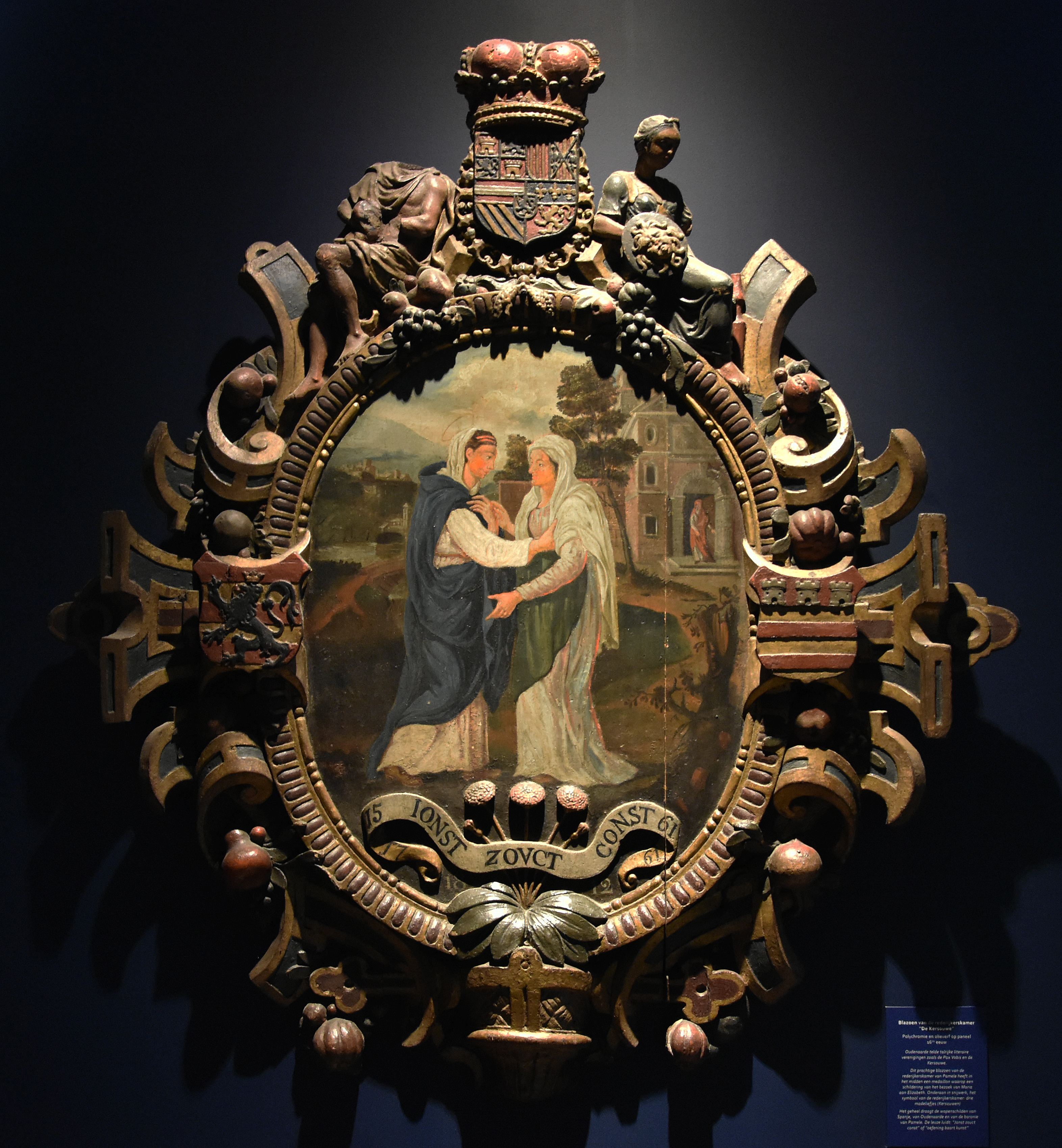
Blazoen van de rederijkerskamer De Kersouwe van Oudenaarde

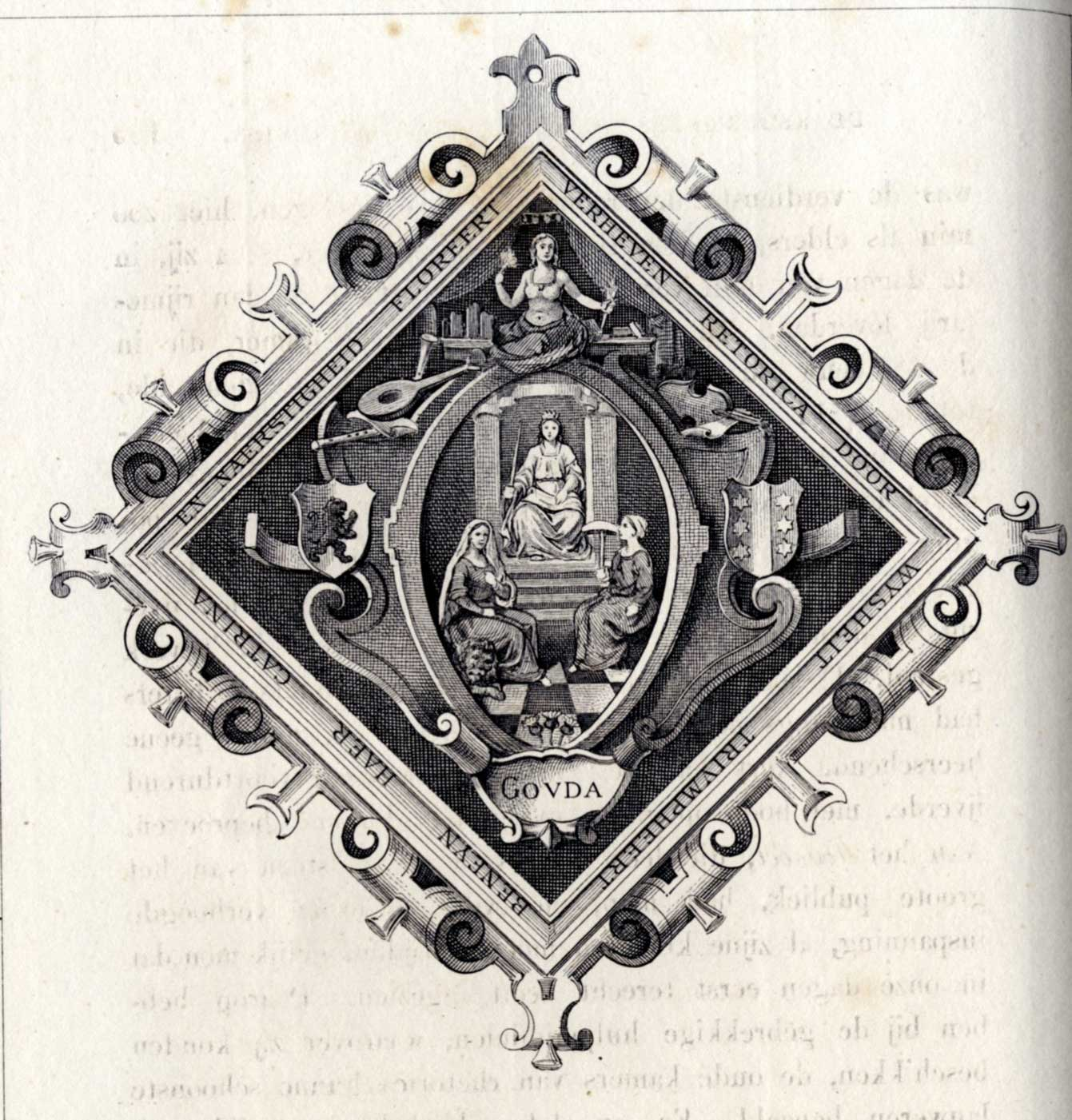
Blazoen van de rederijkerskamer de Goudsbloem van Gouda: verheven retorica door wysheit triompheert, beneyn haer Catrine en naerstigheit floreert.

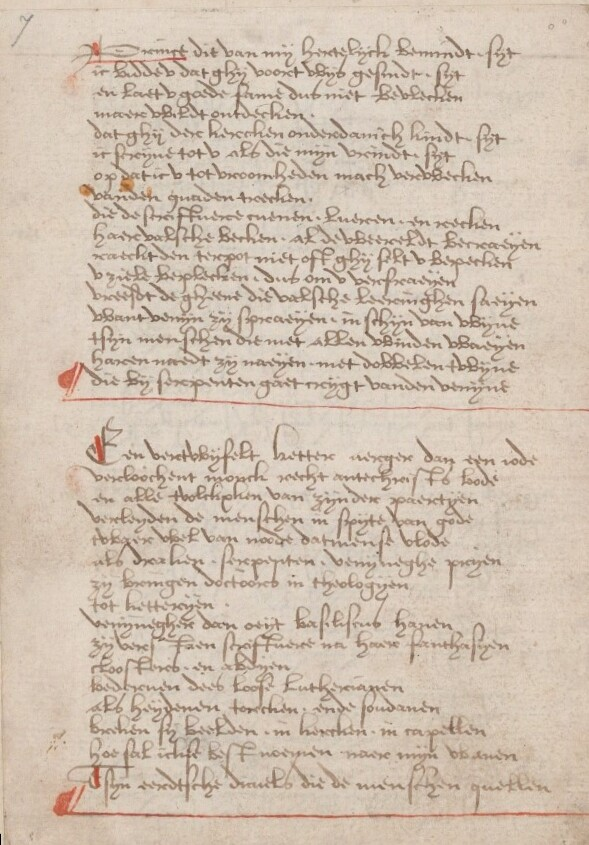
Fragment uit het manuscript "Gedichten" van Anna Bijns. Bewaard in de Universiteitsbibliotheek Gent.

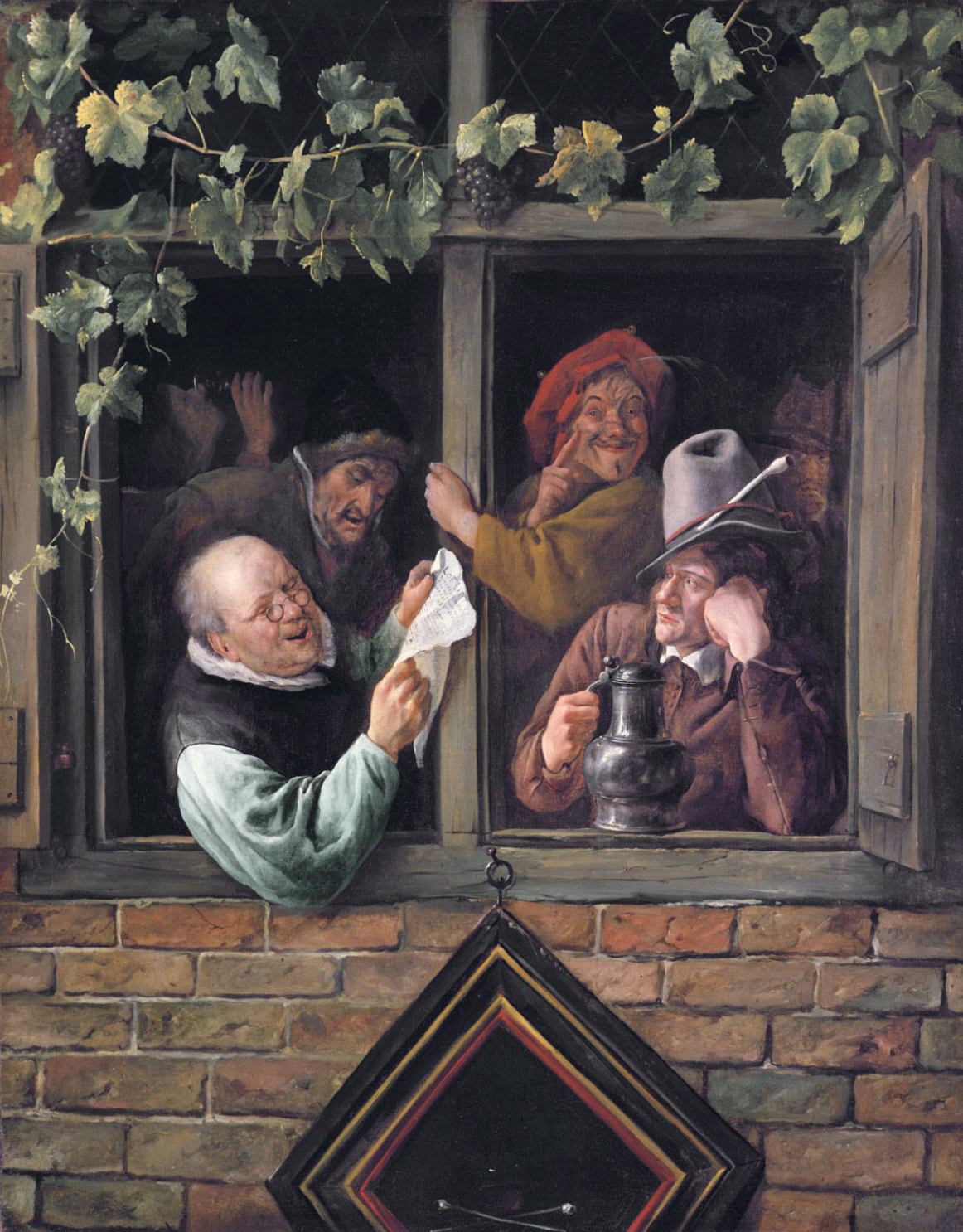
Rederijkers (Jan Steen)

Rederijkers waren amateurdichters en voordrachtkunstenaars die zich vanaf de late middeleeuwen gingen organiseren in verenigingen. In de 19e en 20e eeuw herleefde dit soort vereniging.

## Geschiedenis
De rederijkers waren een groep mannen van burgerlijke en adellijke komaf, meestal uit dezelfde stad of provincie, die regelmatig bijeenkwamen om poëzie voor te dragen. Zij sponsorden ook publieke festivals met parades en toneelspektakel. De rederijkerskamers spiegelden zich daarbij aan al bestaande broederschappen uit Artesië, de zogenaamde 'carité' en de 'Puy'. 
De eerste Nederlandstalige 'kamers' ontstonden in Vlaanderen en Brabant, vaak uit groepen die de ghesellen vander kercke werden genoemd. De eerste rederijkersgezelschappen werden opgericht in de eerste helft van de vijftiende eeuw. Den Boeck uit Brussel werd aan het begin van de vijftiende eeuw opgericht en is waarschijnlijk de oudste rederijkerskamer.
We kunnen De Heilige Geest in Brugge, die naar alle waarschijnlijkheid in 1428 of 1429 werd gesticht, beschouwen als de oudste volwaardige rederijkerskamer. De echte doorbraak van de vroege rederijkerscultuur dienen we in de jaren 1440 te situeren. In Ieper zou ook al vroeg een rederijkerskamer, genaamd Alpha en Omega, gesticht zijn.
In 1448 werden in Gent de statuten van De Fonteine door het stadsbestuur goedgekeurd. Dat is meteen de oudste institutionele tekst voor een rederijkerskamer. Hij geeft een bijzonder goed beeld van zowel de religieuze als de literaire taakopvatting van de vroege rederijkers. De leden van De Fonteine legden zich in groepsverband toe op het beoefenen van het genre van de refreinen: om de drie weken werd op zondagmiddag een dichtwedstrijd georganiseerd. Daarnaast verzorgde deze kamer toneelopvoeringen in – en occasioneel ook buiten – de stad. De devotie aan de patroonheilige en de bijbehorende religieuze cultus kenmerkten de activiteiten van het gezelschap in belangrijke mate. 
Vrij snel na de oprichting van De Fonteine ontstonden in Gent nieuwe rederijkerskamers: Sint-Barbara (vóór 1458), Sint-Agnete (1469) en Mariën Theeren (1478). 
Pas na de val van Antwerpen (1585) begon de bloeiperiode van de rederijkerij in Holland. In de Zuidelijke Nederlanden werden te kritische rederijkers door de Spaanse bezetters immers opgepakt en geëxecuteerd zodat heel wat schrijvers uitweken naar het noorden.
De leden van deze verenigingen noemden zich naar Frans voorbeeld rhétoriqueurs, waarvan rederijkers een verbastering is. Tegen het einde van de 15e eeuw hadden deze gezelschappen 'vander Rethorique' vooral in Vlaanderen een aanzienlijke culturele en maatschappelijke macht verworven. Later volgden ook Brabant, Zeeland en Holland. 
Er werden onder meer dichterswedstrijden ingericht waarbij de vorm van het gedicht onderworpen was aan strenge regels. Behalve de populaire ballade waren ook andere dichtvormen zoals het rondeel, het ketendicht en het acrostichon erg in trek. Tijdens 'landjuwelen' gingen de verschillende rederijkerskamers met elkaar in competitie. De naam "rederijker" komt dus van het Franse rhétoriqueurs.
Deze 'kamers' zouden de Nederlandstalige literatuur vanaf de 15e tot een stuk in de 16e eeuw beheersen. Bijna iedereen die zich met literatuur bezighield werd lid van een rederijkerskamer of was er nauw bij betrokken. Zo schreef Joost van den Vondel na de stichting van "Den Amsterdamschen Schouwburg" (de bekroning van het rederijkersleven) in 1637 zijn Gijsbreght van Aemstel voor de inwijding van dit eerste Nederlandse nationale theater.
Mogelijk de bekendste en talentrijkste 'rederijker' was de Antwerpse dichteres Anna Bijns, die meesterlijke "refereinen" (gedichten) schreef die met de beste van de rederijkers kon wedijveren. Waarschijnlijk zal ze omwille van haar sekse geen lid geweest zijn van een rederijkerskamer. Het verbitterde haar dat ze ondanks haar kunst geen aanspraak kon maken op de status van rederijker. Het verplichtte haar ook om aan minder hoogstaande evenementen deel te nemen, waar het publiek niet altijd even fijngevoelig was. In een variant van 'parels voor de zwijnen zei ze in een 'refreyn' hierover:
"Tes verlooren Rosen voor soghen ghestroydt"
Andere bekende rederijkers waren de dichter Anthonis de Roovere die in Brugge op 17-jarige leeftijd tot 'Prince' werd verkozen, en Peter van Diest, de auteur van de succesrijke moraliteit Elckerlijc.

## Wedstrijden
Er waren ook wedstrijden om uit te maken welke rederijkersgroep het beste toneelstuk schreef en opvoerde. Deze wedstrijden heetten landjuwelen (voor wedstrijden tussen Brabantse kamers) en haagspelen (voor alle kamers). 
De aankondigingen voor een landjuweel of een haagspel werden vaak al lang voor de wedstrijd zelf verstuurd. De uitnodiging voor zo'n wedstrijd heet een kaart. Met de kaart werden ook de opdrachten en de prijzen genoemd. Vaak werd er tijdens een wedstrijd in verschillende onderdelen geconcurreerd.  Voorbeelden van winnende stukken zijn Elckerlijc en Mariken van Nimwegen. De winnaar kreeg de prijs en moest de volgende keer de wedstrijd organiseren (dit laatste gold niet voor een haagspel).

## Poëzie
Rederijkers hielden zich ook veel bezig met poëzie. Naar de inhoud onderscheidden ze gedichten 'in 't amoureuze' (met de liefde als thema), 'in 't vroede' (ernstige en moraliserende gedichten) en 'in 't sotte' (komische, soms ook scabreuze poëzie). Vooral complexe dichtvormen waren geliefd, met herhaling van versregels, en rijmklanken. Hierbij stonden vorm en taalbeheersing centraal waardoor hun poëzie soms gekunsteld overkomt.
Vormen van rederijkerspoëzie zijn:
- het Spiegeldicht: waarbij dichtregels op gegeven moment gespiegeld werden met één (of soms geen) unieke regel er tussen
- Kwadrant: Woorden die binnen een vierkant staan en die steeds op elkaar aansluiten zodat er altijd een nieuw, correct, woord gevormd wordt
- het Rondeel: waarbij de regels herhaald worden en zo een rondlopend effect geven
- Retrograde: een dichtvorm die je zowel van voor als van achter kan lezen

## Rederijkerskamers
Zie: Lijst van rederijkerskamers

## Beroemde rederijkers uit het verleden

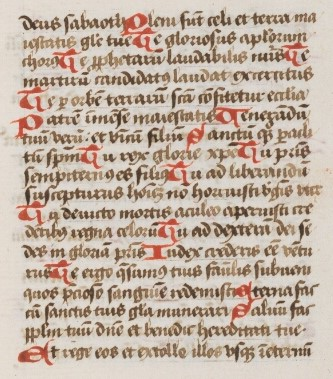
Tekst van Anthonis de Roovere in het manuscript "Middelnederlands en Latijns devotieboek". Vervaardigd in Vlaanderen tussen de 15e en de 16e eeuw.

- Tekst van Anthonis de Roovere in het manuscript "Middelnederlands en Latijns devotieboek". Vervaardigd in Vlaanderen tussen de 15e en de 16e eeuw.[5]Colijn Caillieu
- Anthonis de Roovere
- Eduard de Dene
- Johannes Pertcheval
- Jan Smeken
- Jan van den Dale
- Jan van Wueluwe
- Cornelis Everaert
- Michiel de Swaen
- Joost van den Vondel
- Maria Doolaeghe

## Rederijkers in de 21e eeuw
De meeste rederijkerskamers zijn tegenwoordig gezelligheidsverenigingen. Zij bestaan vooral in het Noorden en Zuiden van de Lage Landen.
De rederijkerskamers in Vlaanderen zijn sinds 2017 door de Vlaamse regering erkend als immaterieel cultureel erfgoed. UNESCO-erkenning is aangevraagd.

### Groningen
Vooral in het noorden van Nederland is er een levendige cultuur binnen de daar gevestigde rederijkerskamers. De Groningse kamers stammen uit latere tijd dan de "oude" kamers uit de zuidelijke Nederlanden. Uit noodzaak Hollands te leren voor de handel met het westen werden door Groningssprekende notabelen en boeren in Groningse dorpen rederijkerskamers opgericht. Deze zijn sinds 1867 verenigd in het K.P.G.R.V. (Koninklijk Provinciaal Groninger Rederijkers Verbond). Binnen de meeste van de aangesloten verenigingen streven de leden naar hoogwaardig amateurtoneel, wordt poëzie voorgedragen en wordt jeugd onderricht in de theater- en poëziekunst. Elk jaar is er een concours (toneel- en voordrachtwedstrijd) tussen de verschillende kamers van het K.P.G.R.V. De oudste Groningse rederijkerskamer is de Koninklijke Rederijkerskamer 'Tollens'.

### Friesland
Ook in Friesland komt een rederijkerskamer voor en wel de 'Koninklijke Rederijkerskamer Ons Genoegen' te Sexbierum, een van de zes rederijkerskamers in Nederland die het predicaat Koninklijk mogen voeren.

### Utrecht
In Utrecht is er Koninklijke Rederijkerskamer Jan van Beers (1861), de Utrechtsche Rederijkerskamer Molière (1886) en de Utrechtsche Rederijkerskamer Nicolaas Beets (1911).

### Vlaanderen
In Vlaanderen leeft de rederijkerscultuur nog. 
- In Gent is de Koninklĳke Soevereine Rederijkerskamer De Fonteine gevestigd, die zich het recht voorbehoudt de naam van rederijkerskamer toe te kennen aan literaire verenigingen, in hoofdzaak toneelverenigingen, in het oude Graafschap Vlaanderen, tegenwoordig hoofdzakelijk Oost- en West-Vlaanderen.
- Sinds 2004 bestaat er Gentiaan, een Gentse rederijkerskamer.
- In Aalst heeft men twee actieve rederijkerskamers:
  - De Koninklijke Aloude Rederijkerskamer 'De Catharinisten', vernoemd naar de H. Catharina van Alexandrië. De oudste historische verwijzing dateert uit 1421. Hun kenspreuk is 'Amor vincit'.
  - De Koninklijke Aloude Rederijkerskamer Sint-Barbara, met als devies 'Vicit vim veritas'.
- In Berchem bestaat de Koninklijke Rederijkerskamer De Bloeyende Wijngaerd.
- In Poperinge bestaat de Koninklijke Rederijkerskamer Langhoirs Victorinen.
- In Antwerpen bestaat de Koninklijke Aloude Hoofdrederijkerskamer De Violieren.
- In Geraardsbergen bestaat de "Koninklijke Rederijkerskamer Sint-Pieter Vreugd en Deugd". Gesticht in 1476 met kernspreuk "Spiritus ubi vult spirat" (De geest waait waar hij wil). Als blazoen koos deze kamer de verheerlijking van Jezus Christus op de berg Thabor, en werd daardoor lange tijd gekend onder de naam de "Thaboristen". In Geraardsbergen noemt men de leden van deze Kamer soms ook wel "De Vodden" wat afkomstig zou zijn van het Franse woord vaudeville. Een toneelvorm die deze Kamer in het begin van de 20ste eeuw veel beoefende.
- In Brugge heeft men:
  - De Koninklijke Hoofdkamer van de Heilige Geest, heropgericht in 1954, hoofdzakelijk actief als toneelgezelschap.
  - de Koninklijke Rederijkerskamer Gezellen van de Heilige Michiel, heropgericht in 1960, hoofdzakelijk actief als zangkoor en gezelligheidsvereniging.
  - De Rederijkerskamer der Weerde Drie Santinnen, heropgericht in 1952, in de tweede helft van de twintigste eeuw weer ingesluimerd.
  - De Rederijkerskamer van het Heilig Kruis, heropgericht in 1954, in de tweede helft van de twintigste eeuw weer ingesluimerd.

### Duitsland
Een variant bestaat in Duitsland (vooral Rijnland en Beieren), waar tijdens carnavalszittingen een redenaar (Büttenredner), meestal in dialect, gerijmde teksten voordraagt. De oorsprong ligt gedeeltelijk in een middeleeuws "Rügerecht", waarbij burgers ongestraft de overheid mochten bekritiseren.